# Fabiano Cezar Viegas
Fabiano Cezar Viegas (født 4. august 1975) er en tidligere brasiliansk fodboldspiller.